# Stefan Stec

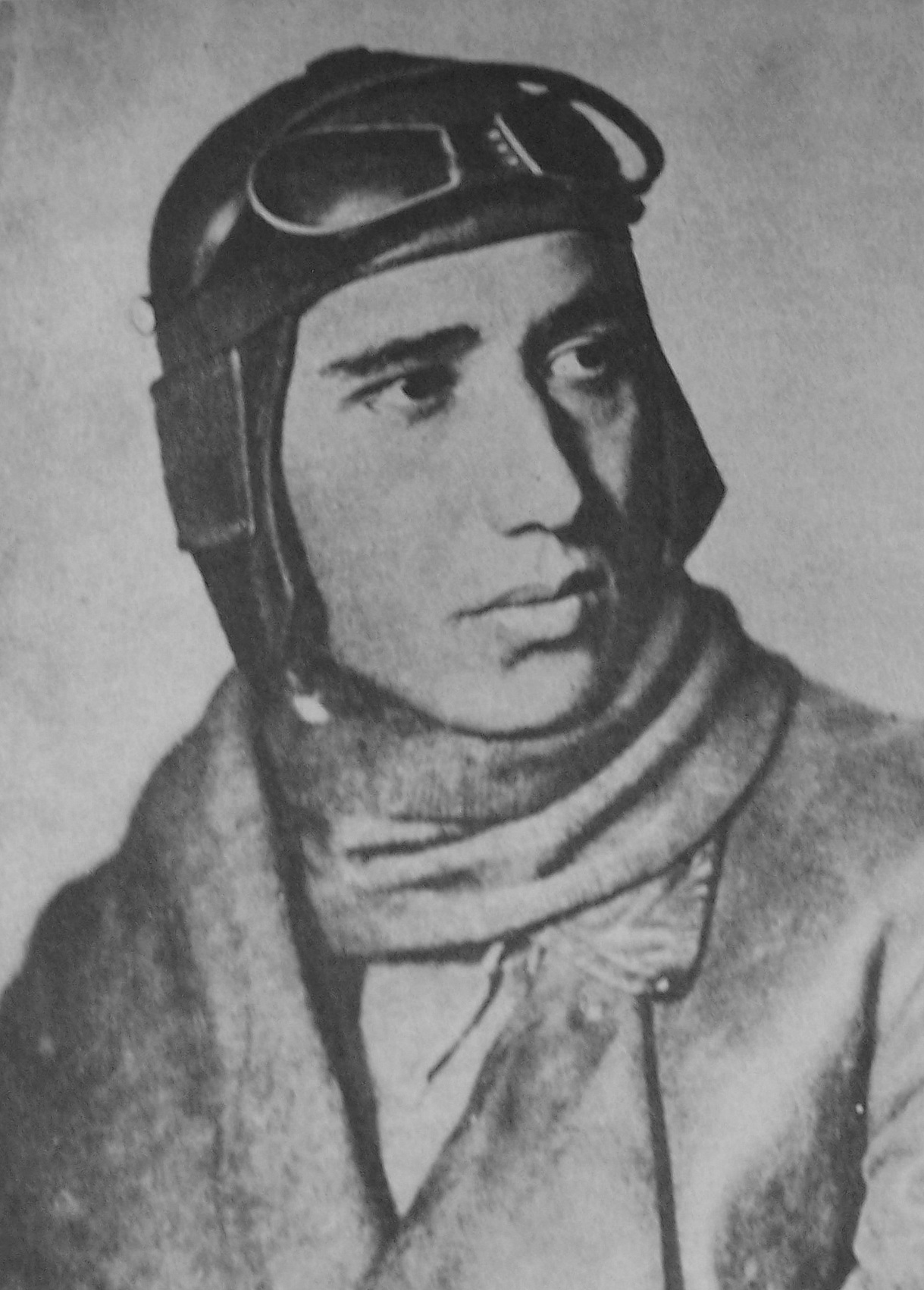
Mjr inż. pilot Stefan Stec

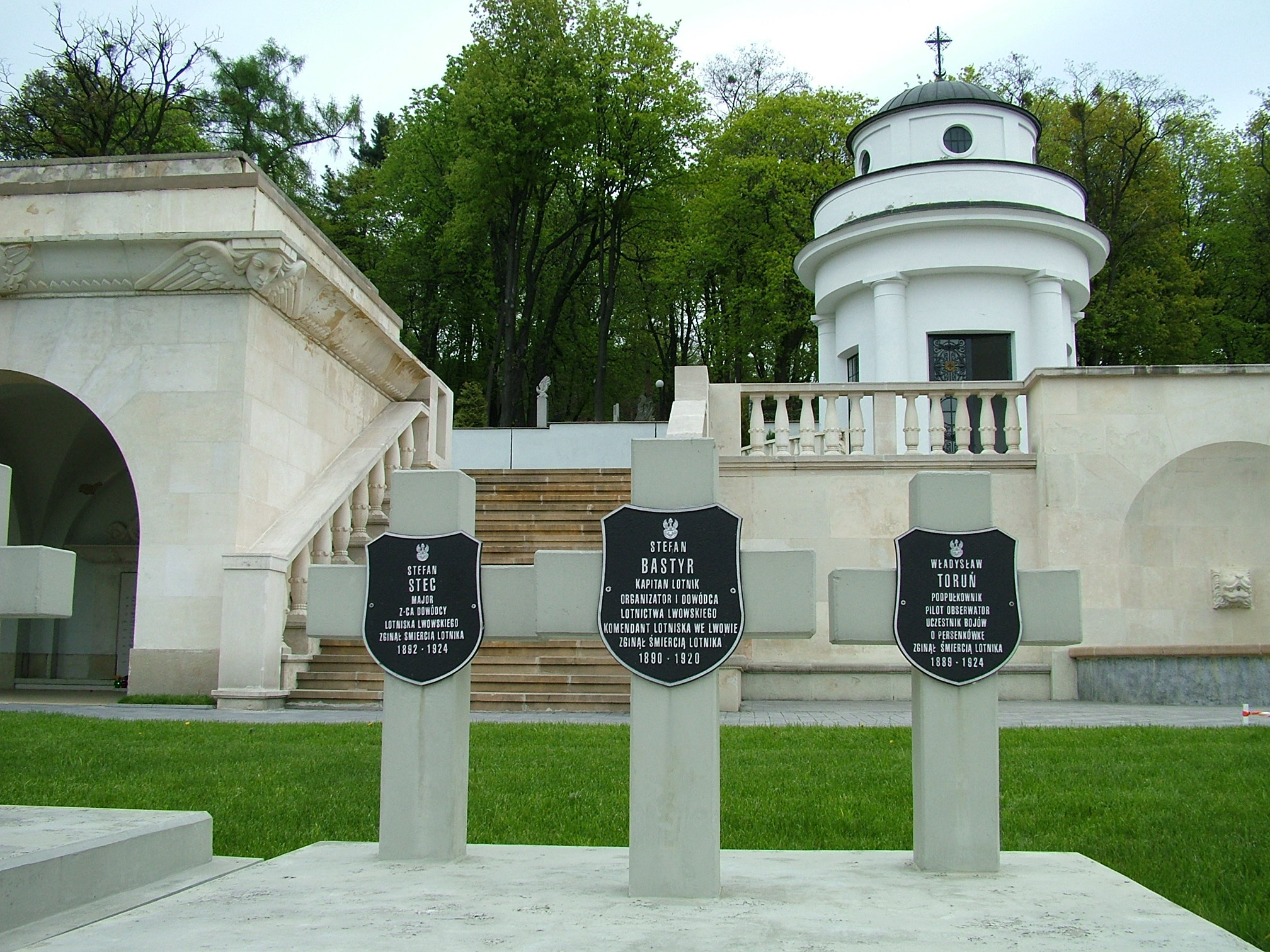
Symboliczny grób polskich lotników na Cmentarzu Obrońców Lwowa

Stefan Stanisław Stec (ur. 25 listopada 1889 we Lwowie, zm. 11 maja 1921 w Warszawie) – pilot myśliwski – major pilot inżynier, latający w lotnictwie austro-węgierskim oraz polskim, kawaler Orderu Virtuti Militari, prekursor znaku polskiego lotnictwa wojskowego – biało-czerwonej szachownicy lotniczej.

## Młodość i służba w armii Austro-Węgier
Urodził się 25 listopada 1889 we Lwowie, jako syn Stefana i Anny ze Słoneckich. Ukończył studia na Politechnice Lwowskiej, otrzymując tytuł inżyniera.
Podczas I wojny światowej, 1 sierpnia 1914 Stec został powołany do armii austro-węgierskiej. Ukończył szkołę oficerów rezerwy pionierów, po czym do końca października 1915 służył w 10 Batalionie Pionierów. Skierowany następnie do lotnictwa, ukończył szkołę obserwatorów lotniczych w Wiener Neustadt. Od 31 stycznia 1916 do początku 1918 roku służył jako obserwator na samolotach rozpoznawczych w eskadrze Flik 3 (Fliegerkompagnie 3) na froncie wschodnim. 2 września 1917, lecąc z pilotem K. Heranem samolotem Hansa-Brandenburg C.I, zestrzelił pierwszy samolot – myśliwiec Nieuport koło wsi Monasterzyska. 1 lutego 1918 awansował na stopień porucznika (Oberleutnant).
W lutym 1918 Stec ukończył kurs pilotażu, otrzymując odznakę pilota (nr 1206/1918), następnie kurs pilotażu myśliwskiego i 1 maja 1918 został przydzielony do swojej dawnej eskadry, przeformowanej na myśliwską Flik 3/J. Latał w niej na myśliwcach Albatros D.III (Oef) na froncie austriacko-włoskim, bazując głównie na lotnisku Romagnano. W składzie Flik 3/J Stec walczył do końca wojny, z krótką przerwą między 17 czerwca a 4 lipca 1918, kiedy powierzono mu w zastępstwie dowództwo eskadry Flik 9/J.
16 lipca 1918 Stec w składzie klucza z dwoma innymi pilotami (F. Navratil i Franciszek Peter) zestrzelił włoski myśliwiec Hanriot HD.1 w rejonie jeziora Garda, a 10 sierpnia zestrzelił swój trzeci samolot nad Monte Pasubio. W służbie austriackiej odznaczony został m.in. Orderem Żelaznej Korony III klasy z dekoracją wojenną, 2 razy Srebrnym Medalem za Odwagę oraz pruskim Krzyżem Żelaznym II klasy.

## Służba w Wojsku Polskim
Od połowy 1918 Stec był członkiem Polskiej Organizacji Wojskowej we Lwowie. W październiku 1918 przybył do Lwowa. Na początku listopada 1918, gdy rozgorzały walki polsko-ukraińskie we Lwowie, Stec uczestniczył w walkach w mieście, po czym 6 listopada przedarł się na opanowane przez Polaków lotnisko Lewandówka, stając się jednym z pierwszych pilotów polskiej grupy lotniczej w tym mieście (tego dnia dotarł tam też Eugeniusz Roland). Jeszcze przed oficjalną datą odzyskania niepodległości, Stefan Stec wstąpił do nowo formującego się lotnictwa polskiego ze stopniem porucznik pilot. Pierwszy lot bojowy Stec wykonał 7 listopada z lotniska Lewandówka, bombardując stanowiska ukraińskie. 9 listopada wykonał pierwszy lot transportowy w Polsce z prof. Stanisławem Strońskim, w celu zorganizowania w Krakowie odsieczy dla Lwowa. Samolot ich wówczas został uszkodzony przez ogień przeciwlotniczy i Stec musiał lądować przymusowo pod Łańcutem. 15 listopada Stec wykonał lot z meldunkami dla Piłsudskiego do Warszawy. W listopadzie, do zakończenia walk w samym Lwowie, wykonał 19 lotów bojowych.
Na swoim samolocie, jeszcze w służbie austriackiej, Stec jako godło osobiste miał namalowaną biało-czerwoną szachownicę. Szachownica ta została przyjęta 1 grudnia 1918 roku rozkazem nr. 38 Sztabu Generalnego WP jako znak rozpoznawczy samolotów lotnictwa polskiego.
W kolejnych miesiącach Stec w dalszym ciągu latał bojowo w składzie 6 eskadry lwowskiej III Grupy Lotniczej. W styczniu 1919 został wysłany do Wiednia w sprawie zakupu samolotów, po czym 17 marca powrócił na front, w skład swojej eskadry, przemianowanej na 6 eskadrę wywiadowczą. W kwietniu 1919 objął dowództwo 7 eskadry wywiadowczej. 29 kwietnia 1919 na samolocie Fokker D.VIII (E.V) uszkodził ukraiński myśliwiec Nieuport 17 pilotowany przez Austriaka Franza Rudorfera, który eskortował samolot rozpoznawczy; uszkodzony Nieuport uciekł we mgle i zdołał powrócić na lotnisko w Krasnem (polska piechota raportowała mimo to o przymusowym lądowaniu samolotu ukraińskiego). 10 maja atakował ukraiński balon obserwacyjny, lecz bez sukcesu (niektóre publikacje podawały zestrzelenie balonu). Eskadrą tą dowodził on do połowy października 1919, kiedy to wyjechał na studia wojskowe do Francji w Ecole Superieure d'Aeronautique w Paryżu.
Po ukończeniu studiów we wrześniu 1920 powrócił do kraju i zaangażował się w uruchomienie krajowej produkcji lotniczej, zostając kierownikiem wydziału fabrykacyjnego w Departamencie III Żeglugi Powietrznej Ministerstwa Spraw Wojskowych. 11 maja 1921 zginął w katastrofie lotniczej na lotnisku mokotowskim w Warszawie. 24 listopada 1935 jego szczątki zostały pochowane na Cmentarzu Obrońców Lwowa (pochowany także został wówczas inny lotnik, Władysław Toruń) we Lwowie. W okresie Ukraińskiej SRR w trakcie profanacji i zrównywania z ziemią Cmentarza Obrońców Lwowa Maria Tereszczakówna (polska działaczka społeczna) wraz z grupą kilku innych osób, w celu ratowania szczątków polskich bohaterów pochowanych na tym cmentarzu przeniosła kilka ciał zasłużonych Polaków (oprócz Stefana Steca m.in. gen. Tadeusza Jordan-Rozwadowskiego, gen. Wacława Iwaszkiewicza-Rudoszańskiego, dowódcy obrony Lwowa z 1918 Czesława Mączyńskiego, arcybiskupa lwowskiego Józefa Teodorowicza, ks. Gerarda Szmyda, pozostałych twórców polskiego lotnictwa: Stefana Bastyra i Władysława Torunia) w inne miejsce pochówków, które w wyniku śmierci bezpośrednich świadków i wcześniejszego braku zainteresowania polskich instytucji do dziś pozostają nieznane (z wyjątkiem miejsca pochówku biskupa Teodorowicza i ks. Szmyda).
W służbie austriackiej Stefan Stec zestrzelił 3 samoloty na pewno, podawane są także często dalsze 4 strącone samoloty oraz 2 balony, które nie znajdują jednak potwierdzenia w dokumentach. W służbie polskiej odniósł dwa dalsze zwycięstwa, łączny więc bilans jego zwycięstw (5) stanowi powszechnie uznawane minimum wymagane na tytuł asa myśliwskiego nadawany w państwach Ententy.
Decyzją Nr 143/MON z dnia 5 września 2019 roku mjr pil. Stefan Stec został patronem 21 Bazy Lotnictwa Taktycznego w Świdwinie.

## Ordery i odznaczenia
- Krzyż Srebrny Orderu Virtuti Militari nr 2525[1]
- Krzyż Niepodległości – pośmiertnie 4 listopada 1933[7]
- Krzyż Walecznych trzykrotnie[1]
- Krzyż Obrony Lwowa[8]
- Odznaka pamiątkowa „Orlęta”[8]
- Polowa Odznaka Pilota – pośmiertnie 11 listopada 1928 „za loty bojowe nad nieprzyjacielem w czasie wojny 1918–1920”[9]